# キミニオチテユク
「キミニオチテユク」は、1998年6月24日にリリースした田原俊彦の50作目のシングル。

## 背景
アルバム『Vintage 37』の先行シングルとしてリリースされた。
表題曲は、第一興商「STAR digio」CFイメージソングおよび、JFN系『第一興商“DAM CUP '98”』のテーマソングに起用された。

## 制作
作詞は、SMAPの「君を好きになって」や、水樹奈々の「Inside of mind」などの楽曲を手がけた、作詞家の園田利隆こと園田凌士、作曲と編曲は、園田が在籍していた音楽グループ『Love Lights Fields』のメンバーで、MISIAの「つつみ込むように…」を手がけた島野聡と松井寛が担当した。

## リリース
1998年6月24日に、ガウスエンタテインメントのディス・ワンレーベルから発売された。

## 収録曲
| #         | タイトル                               | 作詞      | 作曲      | 編曲      | 時間  |
| --------- | -------------------------------------- | --------- | --------- | --------- | ----- |
| 1.        | 「キミニオチテユク」                   | 園田利隆  | 島野聡    | 松井寛    | 4:26  |
| 2.        | 「Wow Wow」                            | 星野和弘  | 松田博幸  | 白川雅    | 4:38  |
| 3.        | 「キミニオチテユク」(Original Karaoke) |           |           |           | 4:26  |
| 合計時間: | 合計時間:                              | 合計時間: | 合計時間: | 合計時間: | 13:30 |